# “PEPPER”
『“PEPPER”』（ぺっぱー）は、たがみよしひさによる日本の漫画作品。秋田書店より全1巻の描き下ろし単行本として刊行された。

## 概要
大西部を舞台に、スピーディな銃撃戦と、財宝探し、復讐劇、ミステリー仕立てのストーリーを展開する。
ともに正体不明の男たちの奇妙な友情と追跡行を描いたバディムービー的な要素も持ち合わせている。
たがみよしひさの作品としては、全編シリアス調の「8頭身作品」に分類できる作品（同作者は、2 -3頭身と8頭身のキャラを描き分ける、または混在させる作風を得意としている）。
特徴としては、極力スクリーントーンを使わず、ベタ塗りとカケアミ処理で陰影を表現している他、擬音はすべてアルファベットで書かれる（英語・日本語のローマ字表記・英語風の造語などが混在）など、意欲的な画面構成が挙げられる。

## あらすじ
記憶を失った男ペッパーと、決して過去を語らない風来坊のゴールド。凄腕のガンマンである賞金稼ぎの2人が、名工の残した13丁の彫刻銃（エングレーブド・モデル）に隠された謎を追い、10数年前に解散した凶悪な犯罪者一味の追跡を開始する。
街から街へと旅する一行を、待ち構えるかのように現れるキャシディ一味の残党たち。壮絶な銃撃戦で次々と敵を打ち倒していき、その渦中でアーシュラ、エミリーなども仲間に加わり、秘められた謎と過去が次第に明きらかにされていく。
すべての銃が揃った時、物語は意外な結末を迎える。

## 登場人物

### 主人公の一行
ペッパー
主人公。左頬に傷跡のある若い男。「ハンガー・タウン」随一の評価をもつ賞金稼ぎ。
記憶喪失であり、自分の過去に関する記憶を完全に失っている。唯一の手がかりといえる所持品の拳銃ペッパーボックスから、「ペッパー」と名乗っている。正体不明の男ゴールドと出会った事により、失われた記憶を取り戻すための旅に出る。
コルト・SAAをメインで使用。偶然か無意識か、愛馬に「キング」と命名している。
彫刻銃「リード・ナックル・ダスター」（ペッパーボックス）を所持。この銃は実弾の射撃に使用されている。
ゴールド
主人公の相棒となる伊達男。ハンガー・タウンにやって来た凄腕の賞金稼ぎだが素性は不明。
ペッパーにキャシディ一味と彫刻銃の関係を教え、記憶を取り戻す旅に出るきっかけを作った。自身の目的は彫刻銃の蒐集という事にしているが、ペッパーが追い詰めたキャシディの残党を、偶然を装って次々と抹殺していく。
エンフィールド・リボルバーを愛用。上着の肩章と下襟、帽子のリボンは飾り模様のある物で、襞胸のYシャツにベストを着用と、洒落者ぶりを見せる。ペッパー曰く「ヤケに金ピカの服着てる奴」。酒が飲めずミルクを愛飲する。
彫刻銃「コルト・ウォーカー」を所持。
正体はキャシディ一味のクラウン。
その経歴は、20年前のエル・エラミス襲撃事件で生き残った事から始まる（当時7歳）。復讐のために襲撃者「DEBIL」の面々を探しつづけ、11歳の時にキャシディを発見して、その仲間に潜り込む。以後の通称は「クラウン」。15年前（当時12歳）のレスリー一家虐殺に関しては、見張り役程度での参加であり、キングの存在はほとんど覚えていないとの事。
エル・エラミスの経緯から財宝の件を知っており、復讐のためビル・キャシディを暗殺し、キャシディの持つ彫刻銃「コルトM1877」を密かに所持している。
アーシュラ・シモンズ。
「ダオバブ」の町長の娘。故郷を捨てて、ペッパーたちに同行する。
13年前に「ドラゴンズ・ウェル」の街を襲撃した事件の犯人である「キャシディ一味」に復讐を誓う。そもそもダオバブの街自体が、キャシディ一味をおびき寄せる為にドラゴンズ・ウェルの跡地に再建された、一種の壮大な罠である。
マッド・ドクとビッグ・ラストンの抹殺に成功し、その賞金を山分けして街の住人が解散した後も、キャシディ一味の壊滅のために復讐行を続ける。
ダオバブの前身であるドラゴンズ・ウェルの街だが、実は更に過去にさかのぼれば「エル・エラミス」の街であった。
強盗団「DEBIL」の一員だったレスリーは、奪った財宝をその跡地に隠している。ゴールドおよびエミリーの探している財宝（の一部である宝石）は、幼少期に見つけたアーシュラが、そうとは知らずガラス玉という認識で常に所持していた。

### キャシディ一味
以前からアウトローとして名を売ったビル・キャシディが、次々と仲間を集めて作った強盗団。
約15年前には、タウンズ・コディのレスリー家を襲撃し、一家6人中5人を殺害。黄金の彫刻銃13丁を奪い、当時の仲間全員に一丁ずつ分配した。
その後、首領であるキャシディが仲間割れで死亡。それ前後して2人の仲間が抜け、総勢10人に減少する（離脱したメンバーはキングとクラウン）。
約13年前に、マウンテン・デビーを首領としてドラゴンズ・ウェルを襲撃。以後、徐々に離散していき、最終的に自然消滅した。
ビル・キャシディ
キャシディ一味の首領。作中の時点ではすでに死亡しており、本編には登場しない（回想シーンを除く）。
彫刻銃「コルト・M1877」を所持していた。実際には、クラウン（＝ゴールド）により殺害され、その際に銃も奪われている。
ワイルド・ジョブ
キャシディ一味の仲間。
ハンガータウンを訪れたアウトロー（賞金額は1万ドル）。ガンファイトの末ペッパーに破れるが、その直後にゴールドにより射殺。
彫刻銃「ダブル・デリンジャー」を所持。
レッド・ブル
キャシディ一味の仲間。作中の時点ではすでに死亡。
「マーシャル・キャニオン」と呼ばれる峡谷に篭り、通行人を襲撃して生計を立てていた。実際には既に病死しており、別の男が成り代わって、レッド・ブルとして活動している。
彫刻銃は「ウィンチェスター・M1873」を所持していた。この銃は実弾の射撃に使用されている。
マッド・ドク
キャシディ一味の仲間。前頭部の薄い顎鬚の男。
現在は「エディ・ポースト」を名乗り、「エイミ・ロウランド」の街で売春宿の元締めをしている。
ダオバブの街で、全住人による襲撃を受け、ビッグ・ラストンとともに死亡。
彫刻銃「コルト・ドラグーン」を所持。
ビッグ・ラストン
キャシディ一味の仲間。剥げ頭で顎鬚の男。
ダオバブの街で、全住人による襲撃を受け、マッド・ドクとともに死亡。
彫刻銃「コルト・クロバーリーフ」を所持。
ダスター・ブルー
キャシディ一味の仲間。額に傷跡のある優男。
「ウィーストン」の郊外にある金鉱跡の小屋に隠れ住んでいた。アリゲーターの棲息する「グリーフ・レイク」で一行を待ち伏せし、ガトリングガンを用いて襲撃した。ペッパーに破れるが、その直後にゴールドにより射殺。
彫刻銃「シャープス銃」を所持していた（隠れ家に置いていた）。
ジム・パーソン
キャシディ一味の仲間。左眼に眼帯をした壮年の男。
ブルーの住まいの掘っ立て小屋に彫刻銃を探しに訪れた一行を襲撃する。遠距離からの狙撃で釘付けにするも、小屋を爆破した隙に廻り込まれて形勢が逆転。ペッパーの素性に気付いた途端に、ゴールドにより射殺。
彫刻銃「スペンサー・カービン」を所持。この銃は実弾の射撃に使用されている。
ブラッディ・ミン
キャシディ一味の仲間。東洋人。剥げ頭に丸眼鏡、ナマズ髭が特徴。
別名に「タイガー・ミン」、「タイガー・ソレンソン」など。「ブライト・ランド」にて前町長の娘と結婚、以後「タイガー・リングフィールド」となる。現在は「クリスタル・フォレスト」の郡議会議長を務めている。
かつての仲間であるハンターに、過去の所業をネタに金銭を強請られている。地位と生活を守る為、ハンターとの繋がりを断つ決意を固め、ハンターの抹殺を目的にペッパーとゴールドにキャシディ一味の残党をけしかけた実行犯（その背後には、「財宝の在り処が隠された模造銃」を手に入れんとするエミリ・キーンがいた）。自身の邸宅にて、味方の手勢とハンター側のグループとの銃撃戦の末、相打ちとなって全滅。ハンターとともに死亡。
彫刻銃は「S&W model 2」もしくは「コルト・テキサス・パターソン」のいずれかを所持（ミンとハンターの死後に回収された場面が本編では描かれていない為、どちらが所持していたかは不明）。
トーマス・ハンター
キャシディ一味の仲間。口髭を生やした小柄な男。
彫刻銃は「S&W model 2」もしくは「コルト・テキサス・パターソン」のいずれかを所持（ミンとハンターの死後に回収された場面が本編では描かれていない為、どちらが所持していたかは不明）。
マウンテン・デビー
キャシディ一味の仲間。7フィートはあるという巨漢。
ビル・キャシディの死後、2年を経てドラゴンズ・ウェル（＝ダオバブ）を襲撃した際のリーダー（当時の総勢は10人）。
彫刻銃は「ライフル銃（詳細不明）」を所持していた。この銃は実弾の射撃に使用されている。
エミリー・キーン
キャシディ一味の仲間で紅一点。短髪の若い女。素性は、ビル・キャシディの実の娘。
彫刻銃は「リボルバー（詳細不明）」を所持（作中での言及はないが、例示された13丁の銃器の中で最後の1丁にあたる）。
クラウン
キャシディ一味の仲間。手配書の人相書きでは「襟足の長い口髭の男」。
ゴールドの「正体」。
キング
キャシディ一味の仲間。手配書の人相書きでは「口髭の男」。
ペッパーの「正体」。

### その他の人物
ダニエル・E・レスリー
腕の良い職工。模造銃専門のガンスミスとして知られた。15年前に死亡。
タウンズ・コディの自宅をキャシディ一味に襲撃され、家族5人と共に虐殺される。レスリーの作った13丁の模造銃は強奪され、キャシディ一味に分配された。
前身は「DEBIL」と名乗る5人組のギャング団のメンバーであり、ビル・キャシディとは仲間であった。
ウィリアム・E・レスリー
ダニエル・E・レスリーの次男（末子）。15年前より行方不明。事件当時の年齢は17歳。
推測を交えた当人の弁によれば、往時のレスリー家においては異母兄弟であり、家族と馴染めずに実家を飛び出してチンピラ紛いの生活を送っていたとの事。
主人公ペッパーおよびキャシディ一味のキングの正体である。
DEBIL
5人組のギャング。20年前にエル・エラミスを襲撃した犯人。金鉱のあった裕福な街の住人120人を皆殺しにして財宝を奪った。
うち3人（ラッキー・グラント、イラム・ラインズ、E・D・ケイン）は逮捕されて絞首刑となった。
「DEBIL」とは全員の頭文字をとって付けられた名称。

## 彫刻の入った模造銃
ダニエル・E・レスリーの作った一連の銃器。それぞれに繊細な彫刻（彫金）が施されている。鑑賞を目的とした既存銃器の模造銃であるが、レスリーによって独自の改良が施されている為、原型の欠点を補ってあまりある高性能を発揮する。キャシディ一味の襲撃によりレスリー家は皆殺しに遭い、そのすべてが強奪された（事になっている）。奪われた銃は全部で13丁あり、一味のメンバーにそれぞれ一丁ずつ配分された。
これらの銃は鍍金された上に彫刻されたおり、使用された金は、過去に「DEBIL」の一員であったレスリーが独占したエル・エラミスの財宝が使われている。
そもそも「キャシディ一味」自体が、レスリーから財宝を取り戻すために結成されたという性格を併せ持つ。銃を奪った目的は、銃の（彫刻の）中に隠された財宝への手がかりを掴むことにあったが、結局それは果たされず、戦利品として分配されてしまった。
「彫刻の入った模造銃」は実は全部で14丁である。その銃は、ウィリアム・E・レスリーが実家で発見し、事情を知らぬまま父ダニエルの墓に遺品として埋葬してしまった。この埋められたイーサン・アレンに財宝の在り処が隠されている。
なお、財宝がエル・エラミス跡地に隠された理由は不明ながら、財宝自体は後のドラゴンズ・ウェル住人によって発見され、埋めた地点には残っていない。
リード・ナックル・ダスター
ペッパーが所持しているペッパーボックスピストル。作中で実際に発砲している。
コルト・ウォカー・モデル
ゴールドが所持しているリボルバー。オリジナルはパーカッション方式だが、製作者レスリーの手によって独自の改良が加えられリムファイア方式となっている。
ダブル・デリンジャー
ワイルド・ジョブが所持していた小型拳銃。
ウィンチェスター・M1873
レッドブルが所持していたライフル。作中で実際に発砲している。
コルト・ドラグーン
マッド・ドクが所持していたリボルバー。
クローバーリーフ
ビッグ・ラストンが所持していたリボルバー。
シャープス・ライフル
ダスター・ブルーが所持していたライフル。
スペンサー・カービン
ジム・パーソンが所持が所持していたライフル。
S&W model 2
ブラッディ・ミンもしくはトーマス・ハンターが所持していたと思われるリボルバー。
コルト・テキサス・パターソン
ブラッディ・ミンもしくはトーマス・ハンターが所持していたと思われるリボルバー。
「ライフル」（詳細不明）
マウンテン・デビーが所持していた。作中で実際に発砲している。
「リボルバー」（詳細不明）
エミリー・キーンが所持している。
コルト・M1877
ビル・キャシディが所持していたリボルバー。所在不明だったが実際にはゴールド（＝クラウン）が隠し持っている。
イーサン・アレン・モデル
財宝の在り処が記された14丁目の彫刻銃（ペッパーボックス）。ダニエル・E・レスリーの墓に遺品として埋葬されていた。

## 単行本
たがみよしひさ　『“PEPPER”』　秋田書店、全1巻（B5判）
1. 1991年6月30日初版発行 ISBN 4-253-10232-8

たがみよしひさ　『“PEPPER”』　ぶんか社＜ぶんか社コミック文庫＞、全1巻（文庫版）
1. 2008年2月1日初版発行 ISBN 978-4-8211-8554-2